# Lista de presidentes da República da Carélia

Brasão de armas da Carelia

O presidente da República da Carélia é o oficial federal nomeado pelo Kremlin que serve como o chefe de Estado da República da Carélia. Desde a queda da União Soviética, três pessoas serviram como chefes da República.

## Presidentes
| Nome                     | Imagem | Início do mandato | Fim do mandato |
| ------------------------ | ------ | ----------------- | -------------- |
| 1 Georg Elfvengren       |        | 1919              | 1920           |
| 2 Edvard Gylling         |        | 1920              | 1924           |
| 3 Aleksandr Shotman      |        | 1924              | 1935           |
| 4 Peter Solyakov         |        | 1935              | 1962           |
| 5 Pavel Prokkonen        |        | 1962              | 1979           |
| 6 Ivan Senkin            |        | 1979              | 1986           |
| 7 Yuri Ivanov            |        | 1986              | 1990           |
| 8 Sergey Katanandov      |        | 1990              | 2010           |
| 9 Andrey Nelidov         |        | 2010              | 2012           |
| 10 Alexander Khudilaynen |        | 2012              | presente       |